# Cesare Bendinelli
Cesare Bendinelli (né vers 1542 à Vérone et mort en 1617 à Munich) est un musicien italien de la Renaissance, qui fut un célèbre trompettiste.

## Biographie
Cesare Bendinelli a été le principal joueur de trompette de la Cour de Vienne de 1567 à 1580. Ensuite, de 1580 jusqu'à sa mort, il joue à la Cour de Munich, en Allemagne.
Bendinelli est également l'auteur de Tutta L'arte Della Trombetta (v. 1614), premières notes de cours connues concernant des leçons de trompette.